# Alligator (Misisipi)
Alligator es un pueblo ubicado al noreste del condado de Bolivar en el estado de Misisipi (Estados Unidos). En el año 2000 tenía una población de 220 habitantes en una superficie de 2.7 km², con una densidad poblacional de 86.4 personas por km².

## Geografía
Alligator se encuentra ubicado en las coordenadas 34°5′19″N 90°43′14″O / 34.08861, -90.72056. Según la Oficina del Censo, el pueblo tiene un área total de 2,7 km² (1 mi²), de la cual 2,5 km² (1 mi²) es tierra y 0,2 km² (0,1 mi²) es agua.

### Localidades adyacentes
El siguiente diagrama muestra a las localidades en un radio de 24 kilómetros (14,9 mi) de Alligator.

## Demografía
Para el censo de 2000, había 220 personas, 77 hogares y 58 familias en la localidad. La densidad de población era 86.4 hab/km².
En el 2000 la renta per cápita promedia del hogar era de $ 16.667 y el ingreso promedio para una familia era de $17.083. El ingreso per cápita para la localidad era de $9.567. En 2000 los hombres tenían un ingreso per cápita de $21.875 contra $14.063 para las mujeres. Alrededor del 47.2% de la población estaba bajo el umbral de pobreza nacional.